# Ron Freeman
Ronald John (Ron) Freeman (Elizabeth, 12 juni 1947) is een voormalige Amerikaanse atleet, die gespecialiseerd was in de sprint. Hij nam eenmaal deel aan de Olympische Spelen en won hierbij twee medailles.

## Biografie
Bij de Amerikaanse olympische selectiewedstrijden werd hij derde achter Lee Evans en Larry James. Samen met deze atleten en Vince Matthews als startloper vertegenwoordigde hij de Verenigde Staten op de 4 x 400 m estafette. Het team plaatste zich in de finale en won deze in een wereldrecordtijd van 2.56,16. Dit record werd pas na 26 jaar verbroken, nadat het in 1988 was geëvenaard door de Amerikaanse estafetteploeg bestaande uit Daniel Everett, Steve Lewis, Kevin Robinzine, Butch Reynolds. Freeman liep zijn 400 m in een tijd van 43,2 seconden. Dit was de snelste 400 m ooit tijdens een 4 x 400 m estafette gelopen. hij nam de baton over op een positie drie meter achter de Keniaan Munyoro Nyamau, maar eindigde uiteindelijk twintig meter voor hem. Individueel won hij een bronzen medaille op de 400 m. Met een tijd van 44,41 eindigde hij achter zijn landgenoten Lee Evans (goud; 43,86) en Larry James (43,97).
Hij studeerde aan de Arizona State University en was hierbij aangesloten bij de atletiekvereniging.

## Titels
- Olympisch kampioen 4 x 400 m - 1968

## Persoonlijke records
| Onderdeel | Prestatie | Datum            | Plaats  |
| --------- | --------- | ---------------- | ------- |
| 220 yard  | 21,2 s    | 1963             |         |
| 400 m     | 44,41 s   | 7 september 1972 | München |
| 880 yard  | 1.50,4    | 1968             |         |

## Wereldrecords
| Tijd (min)       | Estafetteploeg | Teamleden                                        | Datum           | Plaats      |
| ---------------- | -------------- | ------------------------------------------------ | --------------- | ----------- |
| 2.56,1 (2.56,16) | USA            | Vince Matthews Ron Freeman Larry James Lee Evans | 20 oktober 1968 | Mexico-Stad |

## Palmares

### 400 m
- 1968:  OS - 44,41 s

### 440 yard
- 1963:  AAA-kampioenschappen - 47,26 s

### 4 x 400 m
- 1968:  OS - 2.56,1

1912: Sheppard, Lindberg, Meredith, Reidpath ·
1920: Griffiths, Lindsay, Ainsworth-Davis, Butler ·
1924: Cochran, Helffrich, MacDonald, Stevenson ·
1928: Baird, Alderman, Spencer, Barbuti ·
1932: Fuqua, Ablowich, Warner, Carr ·
1936: Wolff, Rampling, Roberts, Brown ·
1948: Harnden, Bourland, Cochran, Whitfield ·
1952: Wint, Laing, McKenley, Rhoden ·
1956: Jenkins, Jones, Mashburn, Courtney ·
1960: Yerman, Young, G. Davis, O. Davis ·
1964: Cassell, Larrabee, Williams, Carr ·
1968: Matthews, Freeman, James, Evans ·
1972: Asati, Nyamau, Ouko, Sang ·
1976: Frazier, Brown, Newhouse, Parks ·
1980: Valiulis, Linge, Tsjernetski, Markin ·
1984: Nix, Armstead, Babers, McKay ·
1988: Everett, Lewis, Robinzine, Reynolds ·
1992: Valmon, Watts, Johnson, Lewis ·
1996: Harrison, Smith, Mills, Maybank ·
2000: Bada, Chukwu, Monye, Udo-Obong  ·
2004: Harris, Brew, Wariner, Williamson ·
2008: Merritt, Taylor, Neville, Wariner ·
2012: Brown, Pinder, Mathieu, Miller ·
2016: Hall, McQuay, Roberts, Merritt ·
2020: Cherry, Norman, Deadmon, Benjamin ·
2024: Bailey, Norwood, Deadmon, Benjamin